# Carlo Fraccacreta
Carlo Fraccacreta (San Severo, 9 ottobre 1804 – San Severo, 30 dicembre 1863) è stato un politico italiano.

## Biografia
Fu Deputato del Regno d'Italia per la VIII legislatura, eletto nel Collegio elettorale di San Nicandro Garganico.